# Guignes
Guignes is een gemeente in het Franse departement Seine-et-Marne (regio Île-de-France) en telt 2412 inwoners (1999). De plaats maakt deel uit van het arrondissement Melun.

## Geografie
De oppervlakte van Guignes bedraagt 5,7 km², de bevolkingsdichtheid is 423,2 inwoners per km².
De onderstaande kaart toont de ligging van Guignes met de belangrijkste infrastructuur en aangrenzende gemeenten.

## Demografie
Onderstaande figuur toont het verloop van het inwonertal (bron: INSEE-tellingen).

1. ↑  Populations de référence 2022.